# Semechnice
Semechnice (en allemand : Semechnitz) est une commune du district de Rychnov nad Kněžnou, dans la région de Hradec Králové, en République tchèque. Sa population s'élevait à 432 habitants en 2020.

## Géographie
Semechnice se trouve à 4 km au sud de Dobruška, à 14 km au nord-ouest de Rychnov nad Kněžnou, à 24 km à l'est-nord-est de Hradec Králové et à 124 km à l'est-nord-est de Prague.
La commune est limitée par Dobruška au nord, par Podbřezí à l'est, par Trnov au sud et par Opočno à l'ouest.

## Histoire
La première mention écrite de la localité date de 1364 .

## Administration
La commune se compose de trois quartiers :
- Semechnice
- Kruhovka
- Podchlumí